# Michael Watt (Fußballspieler)
Michael George Watt (* 27. November 1970 in Aberdeen) ist ein ehemaliger schottischer Fußballspieler.

## Sportlicher Werdegang
Watt spielte in der Jugend beim Aberdeener Stadtteilklub Cove Rangers, ehe sich der Torhüter dem FC Aberdeen anschloss. Dort rückte er als Teenager hinter Theo Snelders in den Kader der in der Premier Division antretenden Wettkampfmannschaft auf und kam in der Spielzeit 1989/90 vereinzelt als verletzungsbedingter Vertreter zu ersten Spieleinsätzen. Auch in der Folgezeit gab es für ihn kein dauerhaftes Vorbeikommen am Konkurrenten, zeitweise lief er jedoch für den Klub auf und spielte sich somit in die schottische U-21-Auswahlmannschaft. Erst als der Klub in der Spielzeit 1994/95 in Abstiegsgefahr geraten war, rückte er unter Neutrainer Roy Aitken, der im Februar 1995 Willie Miller auf der Trainerbank ersetzte, im Saisonendspurt zwischen die Pfosten. Der Klub beendete die Spielzeit auf dem letzten Nichtabstiegsplatz. In der Spielzeit 1995/96 war er dann Stammspieler und erreichte mit der Mannschaft einerseits als Tabellendritter einen Europapokalplatz und andererseits das Finalspiel um den Scottish League Cup 1995/96. Beim 2:0-Endspielsieg nach Treffern von Duncan Shearer und Billy Dodds gegen den FC Dundee hütete er das Tor. Anschließend konnte er sich jedoch nicht gegen den von Absteiger Partick Thistle ursprünglich als Ersatzmann verpflichteten Nicky Walker behaupten und rückte zudem hinter Nachwuchsmann Derek Stillie in der Hierarchie nach hinten, im Sommer 1997 holte der Klub zudem den 39-jährigen Jim Leighton zurück. Watt wurde daraufhin an die Blackburn Rovers nach England verliehen, wo er aber nach einer kurz nach Saisonbeginn bei einem Reservemannschaftsspiel zugezogenen Verletzung nur Ersatzmann ohne Meisterschaftseinsatz in der Premier League blieb. Für das Reserveteam Aberdeens absolvierte er zwischen 1987 und 1998 insgesamt 226 offizielle Partien.
1998 wechselte Watt zum englischen Zweitligisten Norwich City, wo er den verletzten Robert Green als Backup für Andy Marshall ersetzen sollte. Er kam zwar zu einigen Spieleinsätze für die „Canaries“, konnte sich aber nicht dauerhaft als Stammspieler etablieren und kehrte nach Auslaufen seines Einjahresvertrags im Sommer 1999 nach Schottland zum FC Kilmarnock zurück. Dort löste er während der Spielzeit 1999/2000 seinen Vertrag auf. Anschließend arbeitete er als Finanzberater in Glasgow.